# 폭풍의 나날
《폭풍의 나날》(Come See The Paradise)은 미국에서 제작된 앨런 파커 감독의 1990년 드라마, 멜로/로맨스, 전쟁 영화이다. 제2차 세계 대전과 그 이전을 배경으로 한다. 데니스 퀘이드 등이 주연으로 출연하였고 로버트 F. 콜스베리 등이 제작에 참여하였다.

## 출연

### 주연
- 데니스 퀘이드

### 조연
- 탐린 토미타
- 사브 시모노
- 호시 시즈코
- 스탠 에지
- 브래디 서러터니

## 기타
- 협력프로듀서: 넬리 누기엘
- 미술: 제프리 커크랜드
- 의상: 몰리 맥기니스

## 같이 보기
- 아카데미상